# رنیه
رنیه (به عربی: رنية) یک منطقهٔ مسکونی در عربستان سعودی است که در استان مکه واقع شده‌است.
 رنیه ۲۰ کیلومتر مربع مساحت و ۴۵٬۹۴۲ نفر جمعیت دارد.